# 참바리
참바리(Epinephelus ionthus)는 농어목 바리과 참바리속의 바닷물고기이다.